# Quern
Quern (in danese Kværn) è una frazione del comune tedesco di Steinbergkirche.

## Storia
Il 1º marzo 2013 il comune di Quern venne aggregato al comune di Steinbergkirche.